# Attilio Riondato
Attilio Riondato (Latina, 12 de noviembre de 1953) es un ex-piloto de motociclismo italiano.

## Biografía
Después de éxitos en diferentes competiciones menores, en 1974 con solo 21 años, se convierte en campeón italiano junior en la categoría de 500cc, aunque se tuvo que retirar por una grave caída. En 1977, reprende su actividad de manera discontinua en el Campeonato italiano de Velocidad en 250cc, y realiza su debut en el Mundial en el Gran Premio de las Naciones de 1977 aunque no se puede clasificar a causa de un accidente.
En 1978 retoma la actividad con la Bimota-Yamaha en 350cc, onsiguiendo el undécimo puesto en el Campeonato Italiano y convertirse en campeón italiano en 1981 con la Bimota YB3. En 1980, participa también en el Mundial sin poder entrar en posiciones de puntos.
En 1982, participa en alguna prueba del Mundial de la categoría de 350cc con un décimo puesto en el Gran Premio de las Naciones, el único punto que conseguiría en su vida. También pariticpa en el Campeonato Europeo de Motociclismo de 500cc con una Suzuki RGB 500 del equipo Alpilatte.
En 1983, después de la desaparición de la categoría de 350cc, si centra únicamente en 500cc con la Suzuki RGB 500 en el Campeonato europeo, acabando en décimo posición. Entre 1983 y 1984, disputa algunas carreras del Mundial de 500cc. Cierra su carrera en 1990 participando con alguna carrera del Campeonato italiano Sport Production.
Una vez acabada su carrera, Riondato es arrestado por explotación de la prostitución al permitir que dos mujeres de origen extranjero pudieran ejercer la prostitución en su domicilio. En 2015, fue absuelto por el Tribunal de la Latina al no considerarse delito.

## Resultados

### Campeonato del Mundo de Motociclismo

#### Carreras por año
Sistema de puntos desde 1969 a 1987:
| Posición | 1.º | 2.º | 3.º | 4.º | 5.º | 6.º | 7.º | 8.º | 9.º | 10.º |
| Puntos   | 15  | 12  | 10  | 8   | 6   | 5   | 4   | 3   | 2   | 1    |

(Carreras en negrita indica pole position, carreras en cursiva indica vuelta rápida)
| Año  | Clase | Equipo        | 1      | 2      | 3       | 4       | 5      | 6      | 7      | 8      | 9     | 10      | 11    | 12      | 13      | 14     | Pts. | Pos. |
| ---- | ----- | ------------- | ------ | ------ | ------- | ------- | ------ | ------ | ------ | ------ | ----- | ------- | ----- | ------- | ------- | ------ | ---- | ---- |
| 1977 | 250cc | Yamaha        | VEN -  | GER -  | NAT DNQ | ESP -   | FRA -  | YUG -  | NED -  | BEL -  | SWE - | FIN -   | CZE - | GBR -   |         |        | 0    | -    |
| 1979 | 350cc | Bimota-Yamaha | VEN -  | AUT -  | GER -   | NAT DNQ | ESP -  | YUG -  | NED -  | FIN 7  | GBR - | CZE -   | FRA - |         |         |        | 0    | -    |
| 1980 | 350c  | Yamaha        | NAT 11 |        | FRA 21  |         | NED -  |        |        |        | GBR - | CZE -   | GER - |         |         |        | 0    | -    |
| 1981 | 350cc | Bimota-Yamaha | ARG -  | AUT -  | GER -   | NAT -   |        |        | YUG -  | NED -  |       |         | GBR - |         |         | CZE 13 | 0    | -    |
| 1982 | 350cc | Bimota-Yamaha | ARG -  | AUT -  | FRA -   |         | NAT 10 | NED 12 |        |        | GBR - |         | FIN - | CZE Ret |         | GER 18 | 1    | 30.º |
| 1982 | 500cc | Suzuki        | ARG -  | AUT -  | FRA -   | ESP -   | NAT -  | NED -  | BEL -  | YUG -  | GBR - | SWE -   |       |         | SMR Ret |        | 0    | -    |
| 1983 | 500cc | Suzuki        | RSA -  | FRA -  | NAT Ret | GER -   | ESP -  | AUT -  | YUG -  | NED -  | BEL - | GBR -   | SWE - | RSM -   |         |        | 0    | -    |
| 1984 | 500cc | Suzuki        | RSA -  | NAT 21 | ESP 12  | AUT Ret | GER -  | FRA 19 | FRA 19 | YUG 15 | NED - | BEL DNQ | GBR - | SWE -   | RSM -   |        | 0    | -    |